# Declan Donnelly
Declan Joseph Oliver Donnelly (født 25. september 1975 i Newcastle upon Tyne) er en engelsk tv-vært, producent og skuespiller. Han er mest kendt for at være vært på Britain's Got Talent siden 2007.